# Pogo pin

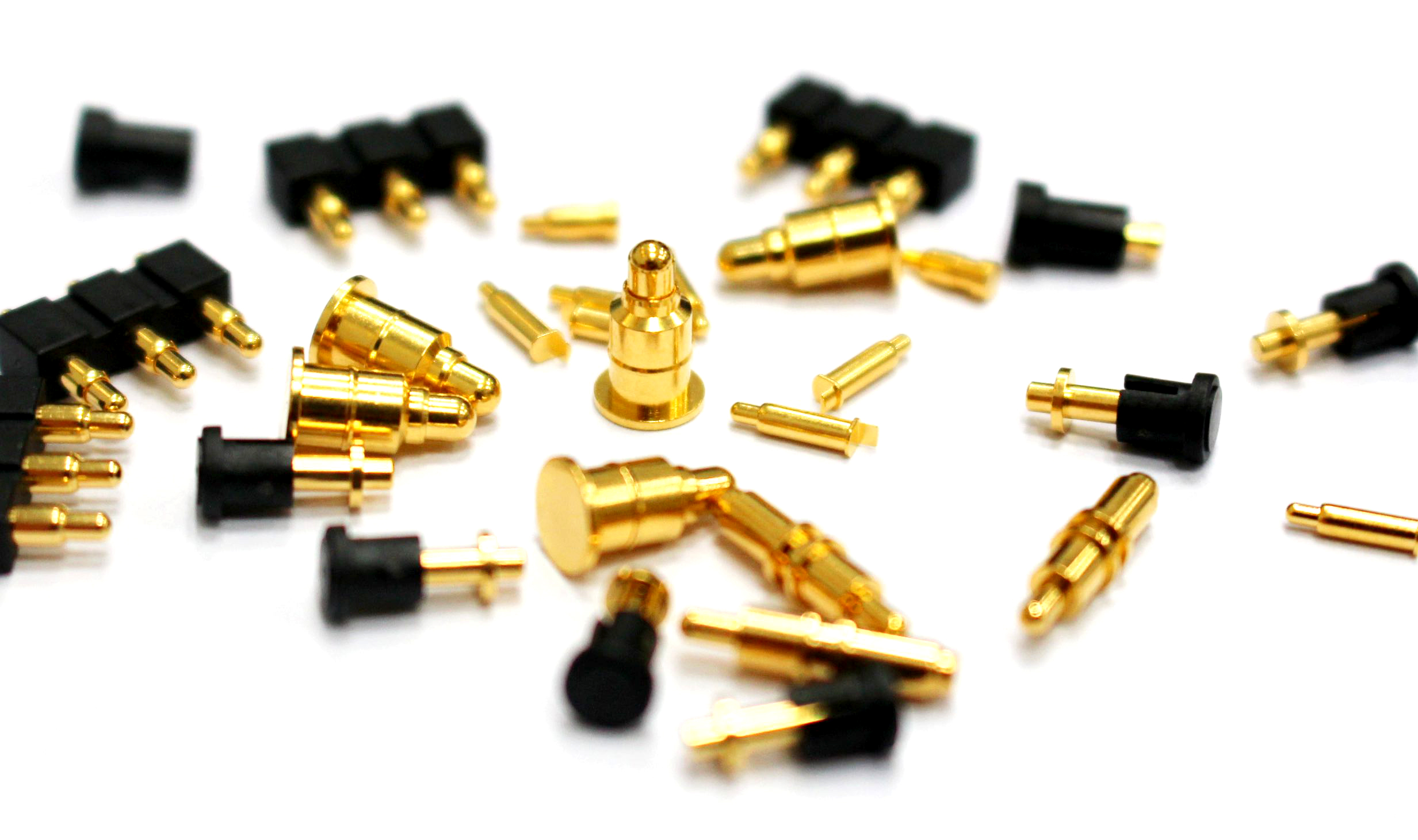
Alguns connectors amb molla i els pins de pogo desmuntats dins d'ells.

Dibuix en secció d'un passador de pogo, que mostra l' èmbol, el canó i la molla.

Un pogo pin o terminal carregat per molla és un tipus de mecanisme de connector elèctric que s'utilitza com sonda de prova en moltes aplicacions electròniques modernes i en la indústria de proves d'electrònica. S'utilitzen per la seva durabilitat millorada respecte d'altres contactes elèctrics, i la resistència de la seva connexió elèctrica a xocs mecànics i vibracions.
El nom de pogo pin prové de la semblança del pin amb un pogo stick, la molla helicoïdal integrada al passador aplica una força normal constant contra la part posterior del receptacle d'acoblament o la placa de contacte, contrarestar qualsevol moviment no desitjat que, d'altra manera, podria provocar una connexió intermitent. Aquesta molla helicoidal fa que les agulles de pogo siguin úniques, ja que la majoria dels altres tipus de mecanismes de passador utilitzen una molla en voladís o una funda d'expansió.

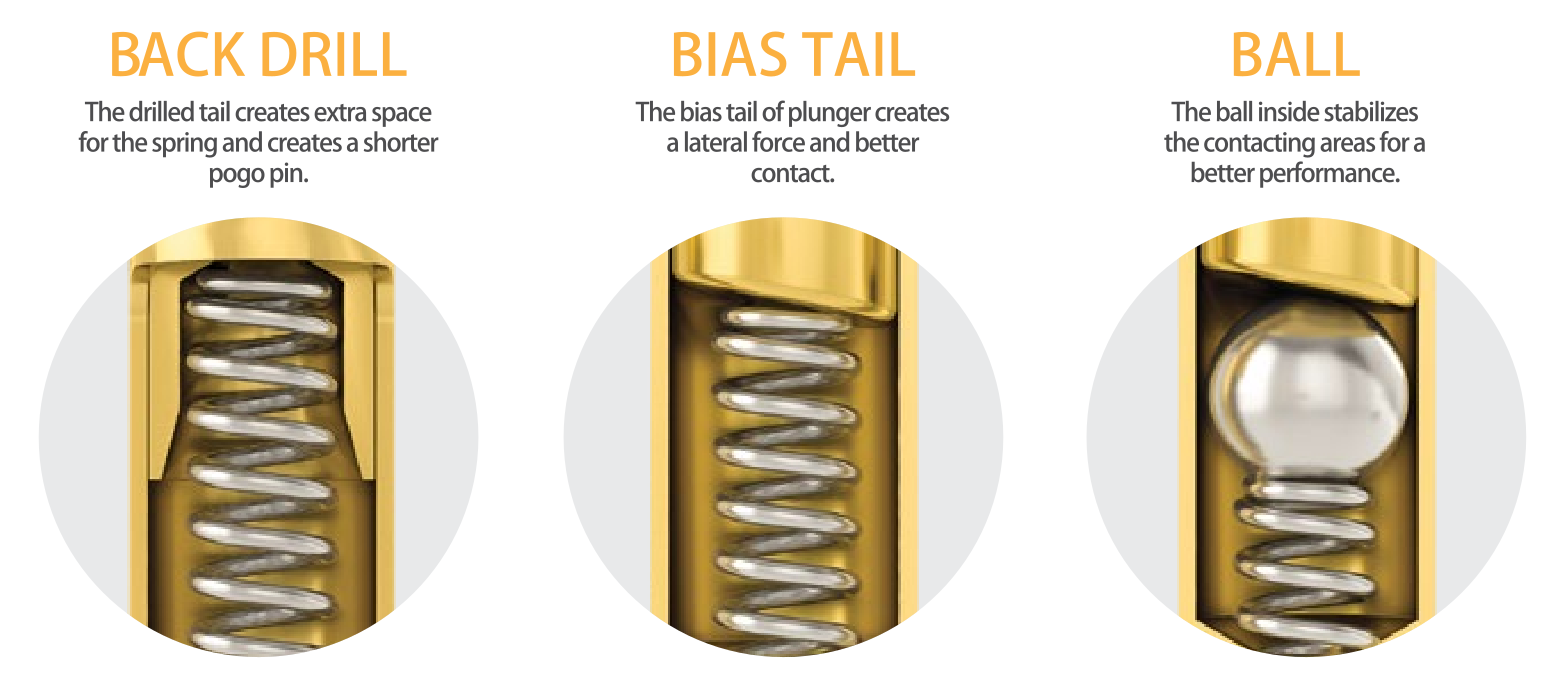
Diversos dissenys de pins de pogo.

Una ruta de connexió completa requereix un receptacle d'acoblament perquè el pin s'enganxi, que s'anomena objectiu o terra. Un objectiu de pogo consisteix en una superfície metàl·lica plana o còncava, que a diferència dels agulles, no té parts mòbils. Els objectius poden ser components separats en el conjunt de connectors complet o, en el cas de plaques de circuit imprès, simplement una àrea xapada de la placa.
Els pins amb molla són peces de precisió fabricades amb un procés de tornejat i filat que no requereix motlle, permetent així la producció de petites quantitats a un cost més baix.
L'èmbol i el canó de les agulles de pogo solen utilitzar llautó o coure com a material base sobre el qual s'aplica una fina capa de níquel.
Els connectors de molla s'utilitzen per a una gran varietat d'aplicacions, tant en electrònica industrial com de consum:
- Connectors placa a placa (generalment permanents).
- Connectors protegits d'entrada en dispositius de consum, per exemple, rellotges intel·ligents, ordinadors resistents.
- Terminals de la bateria dels portàtils.
- Connectors magnètics de càrrega o senyal, per exemple, molls i carregadors per a portàtils.
- Connectors d'alta freqüència, antenes, connectors de monitor.
- Prova de plaques de circuit imprès, de circuits integrats, proves en circuit, de bateria, altres proves d'electrònica.